# Nikolái Yevdokímov
Nikolái Nikoláievich Yevdokímov (también conocido en su grafía inglesa como Nikolaj N. Evdokimov) (1868 − 1941) fue un astrónomo ruso de la época soviética.

## Biografía
En la década de 1890 se graduó de la universidad de Járkov, su ciudad natal, donde permaneció como becario en el departamento de astronomía durante su preparación para obtener el grado de profesor. Entre 1893 y 1898 fue asistente en el observatorio de Járkov; entre 1898 y 1914 trabajó como observador astronómico en la misma institución; y entre 1917 y 1930 fue su director.
En 1912 defendió su tesis sobre la "Determinación del paralaje de las estrellas fijas en las observaciones de círculo meridiano del Observatorio Astronómico de Járkov". Profesor de la universidad (1914); miembro de la Oficina de Longitudes en Leningrado (1927); presidente y miembro de la Mesa Provisional de la Hermandad de Astrónomos Ucranianos (1928-1933); y desde 1937 miembro de la Comisión de Astrometría del Consejo de la Unión Soviética en Púlkovo.
Sus principales resultados en el campo de la astronomía son el resultado de sus observaciones meridianas de estrellas zodiacales y polares débiles. Determinó paralajes estelares, efectuó prolongadas observaciones de la disposición de los grandes planetas exteriores, y participó en expediciones para la observación de eclipses solares.
Fue nombrado Científico Emérito de la URSS (1935), y miembro de la Sociedad Astronómica de Alemania.

## Eponimia
- En su honor fue nombrado el cráter lunar Evdokimov.

## Publicaciones
- Определение параллаксов неподвижных звезд по наблюдениям меридианным кругом астрономической обсерватории Харьковского ун-та, "Annales de l"Observatoire astronomique de Kharkow", 1912, t. 3, № 1;
- Определение положений планет меридианным кругом Харьковской астрономической обсерватории (1 серия: склонения 1924—1927 гг.), «Публикацiï Харкiвськоï астрономичноï обсерватopiï», 1941, № 7.

## Enlaces
- Nikolay Nikolevich Evdokim. (enlace roto disponible en Internet Archive; véase el historial, la primera versión y la última).
- Documentado-nota biográfica (enlace roto disponible en Internet Archive; véase el historial, la primera versión y la última).

- Datos: Q4172921
- Multimedia: Nikolaj N. Evdokimov (astronomer) / Q4172921